# Orval (rivière)
Pour les articles homonymes, voir Orval.
L'Orval est un ruisseau de l'Yonne et de Seine-et-Marne dans les deux régions de la Bourgogne-Franche-Comté et d'Île-de-France. C'est un affluent de l'Orvanne donc un sous-affluent du Loing, ce dernier un affluent de la Seine.

## Géographie
De 9,4 km de long, il prend source sur Brannay (Yonne). Il coule sur les communes de Lixy, Villethierry et Vallery, et conflue avec l'Orvanne à Blennes.

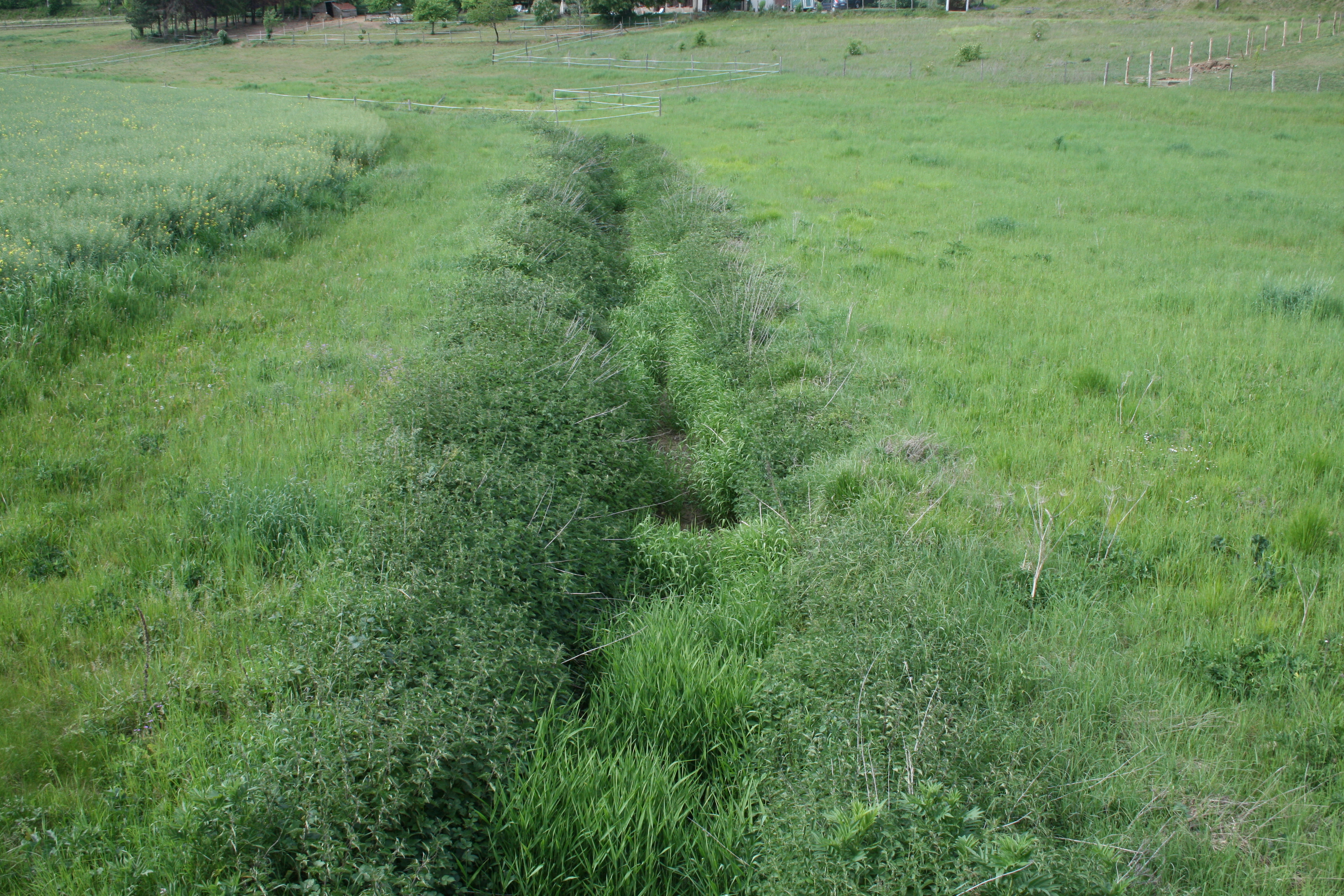
L'Orval près de Vauvert, Lixy